# La Voyante (film)
Pour plus de détails, voir Fiche technique et Distribution.
La Voyante est un film muet français réalisé par le scénariste et réalisateur américain Leon Abrams,, sorti en 1924. Aucune copie du film n'est actuellement disponible.

## Synopsis
Jean Detaille est le fils d'un homme politique qui le trouve trop familier avec sa belle-mère. Son père le jette à la rue à la suite d'une méprise causée par son arrivée inopinée dans la pièce, alors que le jeune homme se penchait pour tourner la page d'une partition pendant que sa belle-mère jouait du piano. Abasourdi, Jean se fait attaquer dans la rue. André Reynaud, qui est peintre, le sauve et le recueille chez lui. Dans le même immeuble réside une vieille voyante, Madame Gainard, surnommée « la sorcière ». La belle-mère de Jean, dans l'espoir de le retrouver, consulte la vieille femme qui résoudra finalement les problèmes de tous les personnages : Jean épouse sa petite amie Suzanne qui se trouve être la fille de Madame Gainard, et le père règle également ses problèmes politiques.

## Fiche technique
- Titre : La Voyante
- Réalisation : Leon Abrams
- Scénario : Sacha Guitry
- Photographie : Raymond Agnel et Alphonse Gibory
- Directeur technique : Henri Ménessier
- Costumes : Paul Poiret
- Pays d'origine :  France
- Format : Noir et blanc - 35 mm - 1,33:1 - film muet
- Genre : Film dramatique
- Dates de sortie : France, 31 octobre 1924

## Distribution
- Sarah Bernhardt : Madame Gainard
- Georges Melchior : Jean Detaille
- Harry Baur : Monsieur Detaille
- Mary Marquet : Madame Detaille
- Lili Damita : Suzanne
- Jean-François Martial : André Reynaud
- Pâquerette : La concierge

## Autour du film
- La production du film s'est arrêté en mars 1923 lors du décès de Sarah Bernhardt et a repris quelques mois plus tard avec l'actrice Jeanne Brindeau comme doublure, ce qui retarda considérablement la sortie du film.
- Dans une première version de l'histoire, c'était le clown Pierrot (joué par François Fratellini) qui sauvait le protagoniste à la place du peintre Jean [3].
- La cinémathèque française liste Philippe Richard dans le rôle du peintre André Reynaud[4].
- Les intérieurs du film ont été en grande partie tournés dans l'atelier de l'hôtel particulier de Sarah Bernhardt, au n°56 boulevard Pereire.